# Le Convoyeur
Le Convoyeur (bra: Assalto ao Carro Forte) é um filme francês de 2004, dos gêneros drama de ação e suspense, dirigido por Nicolas Boukhrief, que coescreveu o roteiro com Eric Besnard. Teve uma refilmagem em inglês pelo diretor Guy Ritchie em 2021 como Wrath of Man.

## Elenco
- Albert Dupontel como Alexandre Demarre
- Jean Dujardin como Jacques
- François Berléand como Bernard
- Claude Perron como Nicole
- Philippe Laudenbach como A Múmia
- Nicolas Marié como O Chefe
- Julien Boisselier como A Doninha
- Alban Lenoir como Atirador

## Refilmagem
Em outubro de 2019, foi anunciado que Guy Ritchie escreveria e dirigiria uma refilmagem em inglês do filme estrelado por Jason Statham. A refilmagem, intitulada Wrath of Man, foi lançada em 7 de maio de 2021.